# Compagnie française de navigation à vapeur Cyprien Fabre & Cie
La Compagnie française de navigation à vapeur Cyprien Fabre & Cie est une ancienne compagnie maritime française.

## Histoire
La Compagnie française de navigation à vapeur Cyprien Fabre & Compagnie (ou Fabre Line) est une compagnie maritime française créée en 1881 par Cyprien Fabre. Elle commence à exploiter une petite flotte de voiliers en 1865. Ses ports d'escale comprenaient New York, Providence, Boston, Ponta Delgada, Madère et Lisbonne, Le Pirée et Salonique, Alger, Beyrouth, Naples et Palerme, Alexandrie, Jaffa et Haïfa, Constantinople, Monaco et Marseille.
En 1886, la James W. Elwell & Co. devient l'agent de la ligne Fabre de paquebots de fret et de passagers entre les ports méditerranéens et New York. En avril 1911, James W. Elwell & Co., en tant qu'agents généraux de la Fabre Line, annonce que la ligne a lancé un service de courrier, de passagers et de fret entre New York et le Portugal. Ce nouveau service ouvre le Portugal et l'Espagne au tourisme aux États-Unis.
En juin 1911, les bateaux à vapeur de la Fabre Line commence un service transatlantique vers India Point à Providence, Rhode Island. Entre le 30 juin 1912 et le 30 juin 1913, Fabre amene près de 12 000 immigrants, pour la plupart italiens et portugais, au quai de Lonsdale à Providence. L'itinéraire est si populaire que Fabre construit une jetée supplémentaire en 1914. Le service se poursuit jusqu'en 1934.
La ligne Fabre devient la seule route transatlantique vers le sud de la Nouvelle-Angleterre.
Elle devient la Compagnie générale de navigation à vapeur en 1933 sous la direction de Jean Fraissinet. Jean Fraissinet, propriétaire de la Nouvelle Société Maritime de Navigation à Vapeur (Compagnie Fraissinet) épouse Mathilde Cyprien-Fabre. En 1930, les deux compagnies maritimes, ainsi qu'une troisième ligne, intègrent leurs opérations pour accroître mutuellement leur compétitivité commerciale.